# Maximilian Haider
Maximilian Haider (Freistadt, 23 gennaio 1950) è un fisico austriaco, vincitore nel 2011 del premio Wolf per la fisica per il suo lavoro sul microscopio elettronico.